# Куракіно (Параньгинський район)
Кура́кіно (рос. Куракино, марій. Куракино) — село у складі Параньгинського району Марій Ел, Росія. Адміністративний центр Куракінського сільського поселення.

## Населення
Населення — 372 особи (2010; 337 у 2002).
Національний склад (станом на 2002 рік):
- марі — 98 %